# Walter Herrenbrück junior
Walter Herrenbrück (* 18. April 1939 in Leer, Ostfriesland; † 19. November 2021 in Nordhorn) war ein evangelisch-reformierter Theologe und als Landessuperintendent lange Jahre Leitender Geistlicher der Evangelisch-reformierten Kirche mit Sitz in Leer.

## Leben und Wirken
Walter Herrenbrück, Sohn von Walter Herrenbrück senior, der von 1951 bis 1963 ebenfalls Landessuperintendent in Leer war, studierte in Wuppertal (Kirchliche Hochschule), Heidelberg, Bonn und Göttingen Theologie. Anschließend absolvierte er sein Vikariat in Bunde bei Leer.
Im Jahre 1965 übernahm er eine Gemeindepfarrstelle in Uelsen in der Grafschaft Bentheim, die er 12 Jahre versah.
1978 erhielt er einen Ruf an das Predigerseminar in Wuppertal-Elberfeld, dessen Leitung er bis 1987 innehatte. 1987 wurde er in der Nachfolge von Gerhard Nordholt zum Landessuperintendenten, d. h. zum Leitenden Geistlichen, der Evangelisch-reformierten Kirche in Nordwestdeutschland gewählt, die 1989 zur Evangelisch-reformierten Kirche (Synode ev.-ref. Kirchen in Bayern und Nordwestdeutschland) fusionierte. Bis zum Jahre 2004 war er in dieser Funktion für die vereinigte Landeskirche tätig. Er übergab das Amt an Jann Schmidt, der es unter der neu geschaffenen Bezeichnung „Kirchenpräsident“ bis 2013 weiterführte. Seinen Ruhestand verbrachte er in Nordhorn.

## Sonstige Funktionen
Walter Herrenbrück jun. war Mitglied des Zentralausschusses der Konferenz Europäischer Kirchen (KEK) sowie Mitglied im Vorstand der Arbeitsgemeinschaft Christlicher Kirchen (ACK). Von 1994 bis 2003 gehörte er dem Rat der Evangelischen Kirche in Deutschland (EKD) an und war Beauftragter des Rates der EKD für Militärseelsorge und Kriegsdienstverweigerung/Zivildienst. Außerdem war er Mitglied des Moderamens, dem Leitungsgremium des Reformierten Bundes, der in der EKD die reformierten Belange vertritt. Walter Herrenbrück war von 2006 bis 2012 Vorsitzender der Evangelischen Arbeitsgemeinschaft für Kriegsdienstverweigerung und Frieden und von 2010 bis 2012 stellvertretender Vorsitzender des Vereins für Friedensarbeit im Raum der EKD.

## Veröffentlichungen
- Wir wissen nicht, was wir beten sollen, Neukirchener Verlag, Neukirchen-Vluyn 1973, ISBN 978-3-7887-0362-2.

als Mitherausgeber
- mit Udo Smidt: Warum wirst du ein Christ genannt? Vorträge und Aufsätze zum Heidelberger Katechismus im Jubiläumsjahr 1963, Neukirchener Verlag, Neukirchen-Vluyn 1965.
- mit Hilke Klüver: 125 Jahre Evangelisch-Reformierte Kirche, Evangelisch-Reformierte Kirche, Leer 2007.

als Mitautor
- Michael Beintker (Hrsg.): Uns zu dem Leben führen. Hoffnung predigen (Festschrift für Peter Bukowski), Neukirchener Verlag, Neukirchen-Vluyn 2015, ISBN 978-3-7887-2948-6.

## Weblink
- Pressemeldung zum 75. Geburtstag